# Legends: Live at Montreux 1997
Legends: Live at Montreux 1997 ist ein live aufgenommenes Album und eine DVD von der Legends: Live at Montreux-Konzertreihe des Montreux Jazz Festivals. Die DVD erschien am 3. September 2005. Die Blu-Ray wurden am 30. September 2008 veröffentlicht.
Es wurden eine Mischung aus instrumentalen und gesanglichen Stücken vorgetragen. Ebenso wurden einige Bluesstücke sowie eine neue akustische Version des Hits Layla präsentiert. Des Weiteren kam die Eric Clapton Gold Leaf Stratocaster zum ersten Mal zum Einsatz.

## Titelliste
1. Full House
2. Groovin'
3. Ruthie
4. Snakes
5. Going Down Slow (St. Louis Jimmy Oden)
6. The Peeper
7. In Case You Hadn't Noticed
8. Third Degree (Eddie Boyd, Willie Dixon)
9. First Song / Tango Blues
10. Put It Where You Want It
11. Shreveport Stomp
12. In A Sentimental Mood / Layla (Eric Clapton)
13. Every Day I Have The Blues (Memphis Slim)

## Rezeption
Die Musikwebsite Allmusic bewertete die Aufnahmen mit zwei von fünf möglichen Sternen. Allmusic-Kritiker Joe Viglione beschrieb das Album als recht langweilig und ohne großen Höhepunkte und Explosionen, jedoch insgesamt als eine gelungene und musikalisch gute Aufnahme.

## Legends Tour
Die Legends Tour war eine Konzerttournee von Eric Clapton, Steve Gadd, Marcus Miller, Joe Sample und David Sanborn, die am 3. Juli 1997 in Montreux begann und am 17. Juli 1997 in Vitoria-Gasteiz endete. Mehr als 65.000 Besucher sorgten für rund 4,1 Millionen US-Dollar Umsatzerlöse an 12 Terminen.

### Konzerttermine
| Nr.             | Datum           | Land            | Stadt           | Veranstaltungsort          | Besucher                | Einnahmen   |             |
| Europa          | Europa          | Europa          | Europa          | Europa                     | Europa                  | Europa      |             |
| --------------- | --------------- | --------------- | --------------- | -------------------------- | ----------------------- | ----------- | ----------- |
| 1               | 3. Juli 1997    | Schweiz         | Montreux        | Auditorium Stravinski      | 7.920 / 7.920           | $ 490.435   |             |
| 2               | 4. Juli 1997    | Schweiz         | Montreux        | Auditorium Stravinski      | 7.920 / 7.920           | $ 490.435   |             |
| 3               | 5. Juli 1997    | Frankreich      | Vienne          | Römisches Theater          | 5.782 / 5.782           | $ 358.042   |             |
| 4               | 7. Juli 1997    | Turkei          | Istanbul        | Amphithéâtre Cemil Topuzlu | 3.972 / 3.972           | $ 245.961   |             |
| 5               | 8. Juli 1997    | Osterreich      | Wien            | Wiener Stadthalle          | 9.997 / 9.997           | $ 619.050   |             |
| 6               | 9. Juli 1997    | Danemark        | Kopenhagen      | Tivoli Garden              | 9.875 / 9.875           | $ 611.496   |             |
| 7               | 10. Juli 1997   | Portugal        | Porto           | Casa da Música             | 1.875 / 1.875           | $ 116.107   |             |
| 8               | 11. Juli 1997   | Niederlande     | Den Haag        | Statenhal                  | 4.120 / 4.120           | $ 255.125   |             |
| 9               | 12. Juli 1997   | Norwegen        | Molde           | Romsdalsmuseet             | 5.421 / 5.421           | $ 335.688   |             |
| 10              | 13. Juli 1997   | Italien         | Spello          | Villa Fidelia              | 2.976 / 2.976           | $ 184.285   |             |
| 11              | 15. Juli 1997   | Italien         | Tortolì         | Felsen von Arbatax         | 4.389 / 4.389           | $ 271.783   |             |
| 12              | 17. Juli 1997   | Spanien         | Vitoria-Gasteiz | Estadio Mendizorrotza      | 9.987 / 9.987           | $ 618.431   |             |
| Zusammenfassung | Zusammenfassung | Zusammenfassung | Zusammenfassung | Zusammenfassung            | 66.314 / 66.314 (100 %) | $ 4.106.403 | $ 4.106.403 |